# Jacques Kerssemakers
Jacques Kerssemakers (Woensel, 16 december 1896 - Fort de Bilt, 7 mei 1943) was een Nederlandse monnik, en verzetsstrijder in de Tweede Wereldoorlog. Hij werd geëxecuteerd vanwege spionage. Hij bood ook hulp aan joden. 

## Levensloop

### Vroegere jaren
Kerssemakers werd geboren als het derde kind van de linnenfabrikant Theophiel Kerssemakers en zijn vrouw Henrica Verflieren. Op jonge leeftijd had hij al de wens om monnik te worden. Hij studeerde filosofie aan het grootseminarie van het bisdom 's-Hertogenbosch. In 1919 voegde hij zich als novice bij de monnikengemeenschap van de Sint-Paulusabdij in Oosterhout. Kerssemakers specialiseerde zich in de kloosterlijke schrijvers uit de middeleeuwen. Zo vertaalde hij het werk Over de zeven graden van Minne van Beatrijs van Nazareth naar het Engels en Frans. 
In 1930 werd Kerssemakers uitgezonden naar Engeland waar hij twee jaar theologie doceerde in Farnborough. Daarna vertrok hij naar de Abdij van Quarr op het eiland Wight, waar hij eveneens les gaf in de theologie. Aan het einde van de jaren dertig keerde hij terug naar Nederland. Hij legde zich toe op de zorg aan zieken. Vanwege de uitbraak van de Tweede Wereldoorlog kon hij niet meer weg.

### Tweede Wereldoorlog

#### Verzet
Al vrij snel na de Duitse inval in Nederland pleegde Kerssemakers zijn eerste verzetsdaad. Hij hielp een Franse militair, een priester, die krijgsgevangen was gemaakt door de Duitsers ontsnappen en terugkeren naar Frankrijk. Iets later in de oorlog kwam Kerssemakers via Ad Hoekstra in contact met de voormalig majoor Jan Marginus Somer. Somer was de lokale leider van de Ordedienst en wilde graag het militaire vliegveld Gilze-Rijen goed in kaart brengen om die gegevens door te sturen naar Engeland. Kerssemakers was bereid hem te helpen. Hij werkte met verschillende mensen samen, waaronder Jan Huijbregts. Huijbregts had eerder een poging gedaan naar Engeland te ontsnappen en was toen gearresteerd.
Het joodse echtpaar Benjamin Gokkes en Eva de Bock doken in september 1942 onder bij de moeder van Jan Huijbregts aan de Ploegstraat in Breda. Huijbregts wilde wanneer er een geschikte gelegenheid was het gezin over de grens naar België smokkelen. Zijn moeder was veel te bang dat het echtpaar zou worden ontdekt. In overleg met pater Kerssemakers werd daarom besloten dat de echtelieden zouden worden overgebracht naar de Sint Paulusabdij.
Huijbregts ging op 10 oktober 1942 onderweg naar Oosterhout. In de Korte Ploegstraat zag hij echter Bartel Boogerd en ene Visser, beide helpers van de Sicherheitsdienst. Huijbregts slaagde er in te ontkomen, maar Benjamin Gokkes werd samen met zijn vrouw aangehouden. Tijdens de verhoren sloegen zij door en noemden verschillende namen. Met het echtpaar-Gokkes liep het niet goed af. Beide overleden binnen het jaar in de Duitse concentratiekampen.

#### Arrestatie en gevangenschap
Nog op dezelfde dag bezocht de Sicherheitsdienst de Sint-Paulusabdij. Alle broeders waren op dat moment aan het eten, zwijgend zoals gewoonlijk. De abt Dom Mähler vertelde Kerssemakers dat de SD er voor hem was en gaf de monnik de keuze via de voordeur- of de achterdeur te vertrekken. Kerssemakers besloot om mee te gaan met de SD, mogelijk om de andere monniken niet in gevaar te brengen. Kort hierna werd ook Jan Huijbregts aangehouden, evenals een aantal andere leden van de groep van Kerssemakers, te weten Ad Aarts, Jos van Amelsvoort, Theo en Piet van Heerbeek, Jacques Litjens en Guus van Raaij. Ad Hoekstra slaagde erin op tijd naar Limburg te ontsnappen. Hij vond de groep-Kerssemakers veel te onvoorzichtig te werk. Zo hielden verschillende groepsleden lijstjes bij met daarop de adressen van de andere leden van de groep.
Kerssemakers zat de eerste maanden vast in Kamp Haaren, de SD-gevangenis die gevestigd was in het grootseminarie in Haaren, waar Kerssemakers zelf nog enkele jaren had gewoond. Kerssemakers omschreef in een brief aan de abt opvallend uitgebreid waar zijn ondergoed lag, met de vraag dat langs te brengen. Op die plek vond abt Mähler de geheime tekeningen van het vliegveld. Op 22 maart 1943 werden de leden van groep-Kerssenmakers overgebracht naar het Huis van Bewaring aan de Gansstraat in Utrecht.

#### Doodstraf
De leden van de groep-Kerssemakers verschenen op 30 en 31 maart voor de Duitse krijgsraad. Op Aarts en Van Raaij na werden alle leden ter dood veroordeeld. Opvallend is dat hun alleen spionage ten laste werd gelegd en geen jodenhulp. Blijkbaar hechtte de Duitsers meer aan dat eerste vergrijp. Kerssemakers was de eerste twee dagen na het uitspreken van het vonnis radeloos, daarna werd hij rustig. Van Amelsvoort, Piet en Theo van Heerbeek en Van Raaij kregen uiteindelijk gratie, het gratieverzoek van Huijbregts en Kerssemakers werd afgewezen. De zes andere leden van de groep zouden de rest van de oorlog doorbrengen in de Duitse werk- en concentratiekampen, maar kwamen er wel levend uit. Het doodvonnis van Kerssemakers en Huijbregts werd op 7 mei 1943 voltrokken in Fort de Bilt. Kerssemakers en Huijbregts werden daar samen met een aantal anderen in de ochtend geëxecuteerd.

## Postuum
Het lichaam van Kerssemakers werd gecremeerd. De as dook in 1958 op een in crematorium in Hannover. Waarschijnlijk hadden de Duitsers de as daarheen gebracht om te voorkomen dat zijn graf een vereringsplek zou worden. De as werd begraven op de begraafplaats van de Sint-Paulusabdij.
In zijn woonplaats Oosterhout werd de Pater Kerssemakersdreef naar hem vernoemd. In 2015 publiceerde de plaatselijke Heemkundekring het boek Pater Kerssemakers: monnik en verzetsstrijder.
- Digitale Bibliotheek voor de Nederlandse Letteren: kers028
- Nederlandse Thesaurus van Auteursnamen: 082030715
- Virtual International Authority File: 289936872
- WorldCat: E39PBJbxG66FVBxK3QdxtKXKh3